# Carli Callenbach
Carl „Carli“ Callenbach (* September 1809 in Märkisch Friedland; † 26. April 1875 in Wiesbaden) war ein deutscher Schauspieler und Theaterdirektor.

## Leben
Callenbach, Sohn eines Kaufmanns, studierte zunächst an der Maler-Akademie zu Berlin, wandte sich dann aber auf Anraten von Heinrich Ludwig Schmelka und Carl Blum dem Schauspielerberuf zu. Er debütierte am Königsstädtischen Theater und war anschließend an verschiedenen Hof- und Stadttheatern engagiert, unter anderem als Direktor in Lauchstädt und Halle an der Saale.
Am 13. Mai 1848 erhielt Callenbach die Konzession für Berlins erste Sommerbühne und erbaute Callenbachs Sommertheater im Sommergarten der Gebrüder Hennig an der Chausseestraße 26 vor dem Oranienburger Tor. Durch billige Eintrittskarten, ein buntes Programm aus Possen und Singspielen und von ihm engagierte Komiker wie  Karl Helmerding gelang es ihm, das Arbeiterpublikum der Umgebung anzuziehen. Parallel leitete er von 1856 bis 1858 das Stadttheater Neustrelitz.
Im Jahr 1859 ließ er sich dauerhaft in Berlin nieder, verkaufte sein Sommertheater an Eduard Meysel und erbaute im äußersten Süden der Stadt, vor dem Halleschen Tor, eine neue Spielstätte: das Callenbach’sche Vaudeville-Theater (später Varieté-Theater) am Johannistisch. Auch diese Bühne führte er mit Mitarbeitern wie dem  Musikdirektor Gustav Michaelis (1828–1887) und dem  Regisseur Carl Alphons Tschorny (1818–1880) zu beträchtlichem kommerziellen Erfolg. Callenbach verkaufte sein Theater im Jahr 1872 und zog sich nach Wiesbaden zurück, wo er bald darauf verstarb.
Callenbach war mit der aus Glückstadt stammenden Dorothea Westenhof (1814–1890) verheiratet.